# Maleč (Strašín)
Maleč (německy Maletsch) je malá vesnice, část obce Strašín v okrese Klatovy v Plzeňském kraji. Nachází se asi dva kilometry východně od Strašína. Prochází zde silnice II/171. Je zde evidováno 43 adres. V roce 2011 zde trvale žilo 24 obyvatel.
Maleč je také název katastrálního území o rozloze 3,75 km².
Vesnicí prochází silnice II/171 v úseku Vacov–Strašín.

## Historie
První písemná zmínka o vesnici pochází z roku 1382.

## Obyvatelstvo
| Rok            | 1869 | 1880 | 1890 | 1900 | 1910 | 1921 | 1930 | 1950 | 1961 | 1970 | 1980 | 1991 | 2001 | 2011 | 2021 |
| -------------- | ---- | ---- | ---- | ---- | ---- | ---- | ---- | ---- | ---- | ---- | ---- | ---- | ---- | ---- | ---- |
| Počet obyvatel | 257  | 230  | 254  | 246  | 277  | 245  | 190  | 115  | 108  | 66   | 38   | 23   | 21   | 24   | 19   |
| Počet domů     | 31   | 34   | 34   | 38   | 36   | 37   | 41   | 35   | 28   | 25   | 20   | 33   | 33   | 35   | 32   |

## Obecní správa
Při sčítání lidu v letech 1850–1978 Maleč byl samostatnou obcí, se kterým patřil nejprve do okresu Sušice, ale v letech 1961–1977 v okrese Prachatice a od 1. ledna 1978 v okrese Klatovy. Od 1. července 1978 je částí obce Strašín v okrese Klatovy. V letech 1850–1920 k obci patřily Nahořánky.

## Pamětihodnosti
- Kaplička svaté Anny, na návsi (kulturní památka ČR)
- Malečská lípa, památný strom u čp. 20 a 21, na jihovýchodním okraji vesnice
- Růždí, samota s opuštěnými mlýny a skalním útvarem Kovadlina

## Fotogalerie

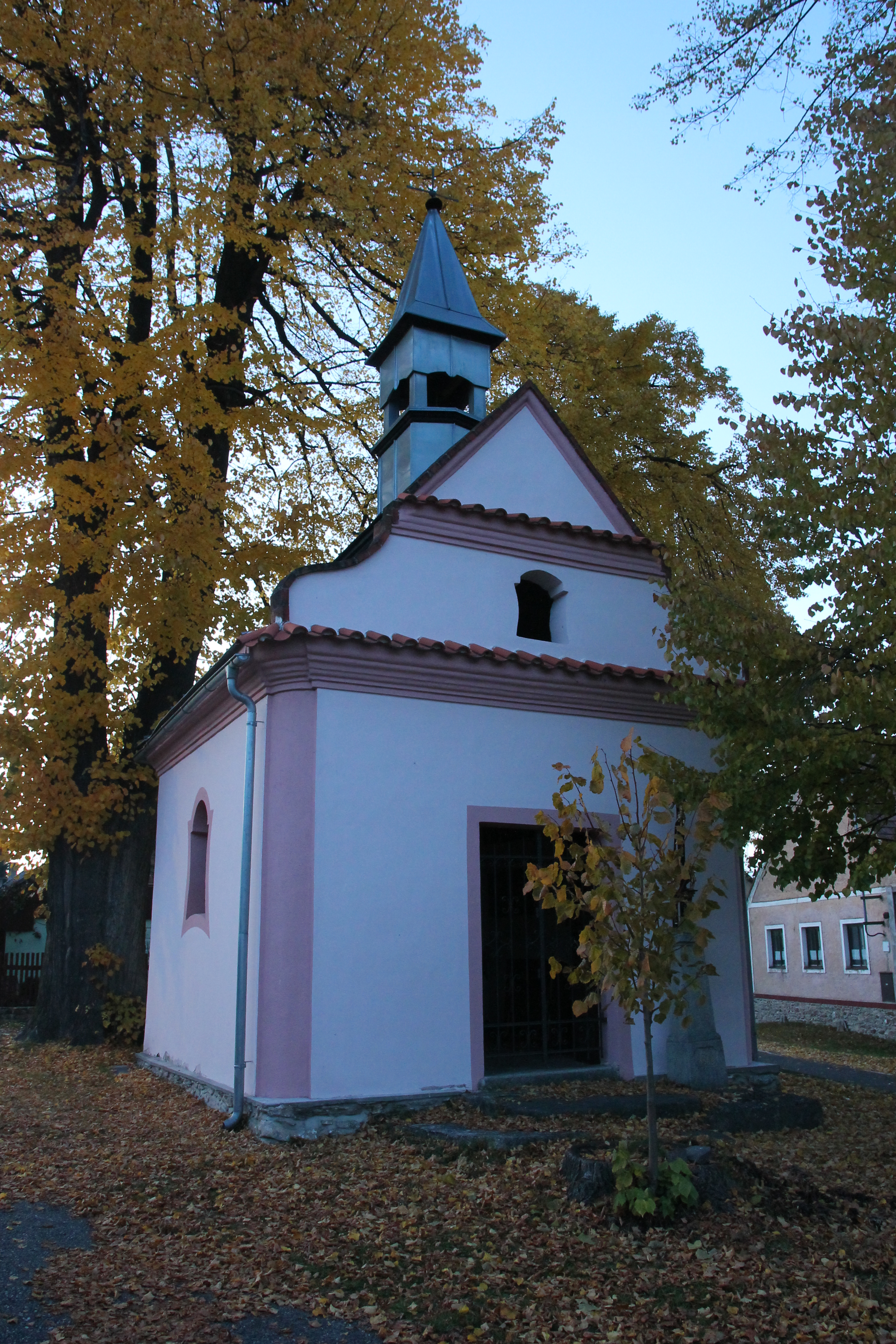
Kaple sv. Anny
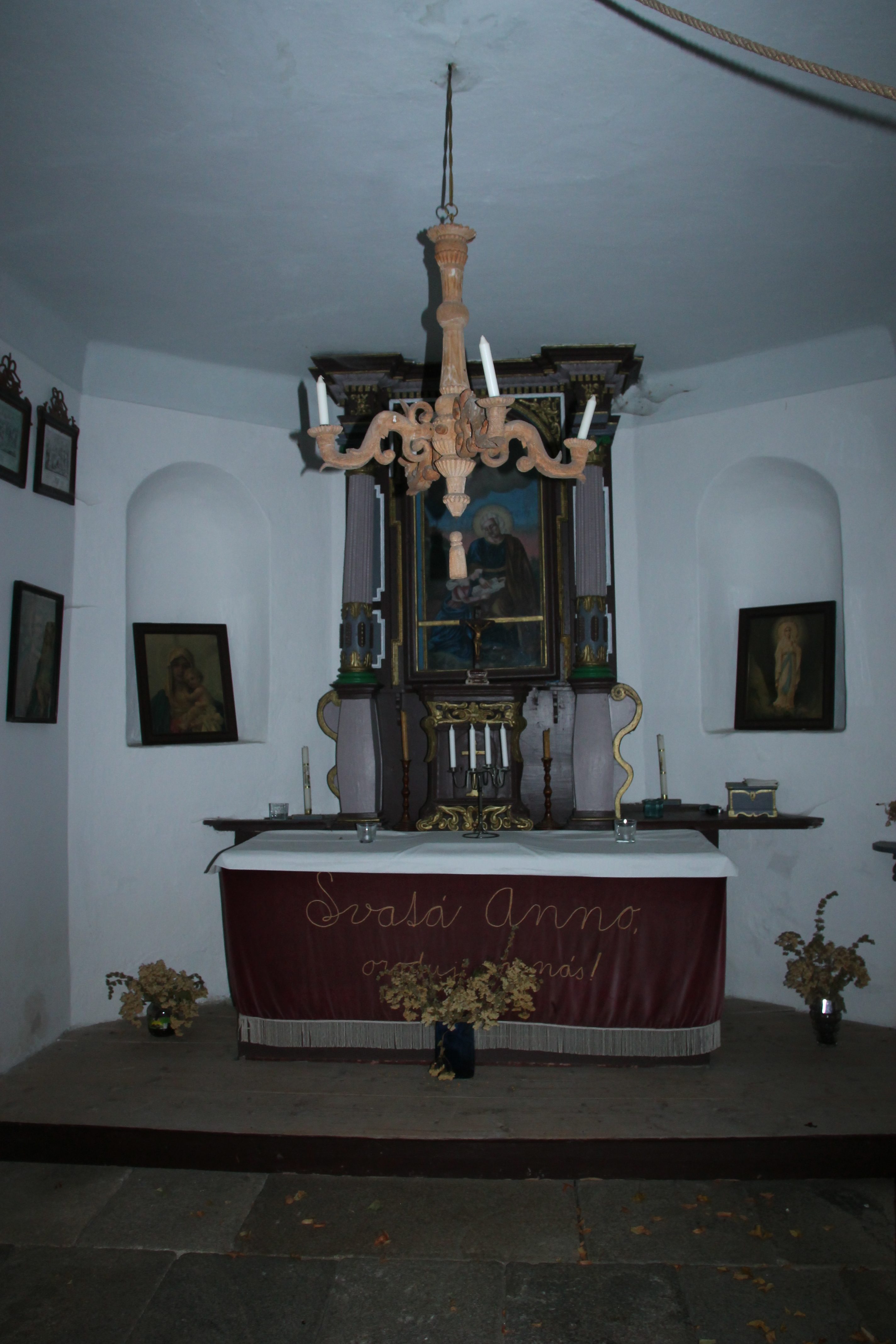
Interiér kaple
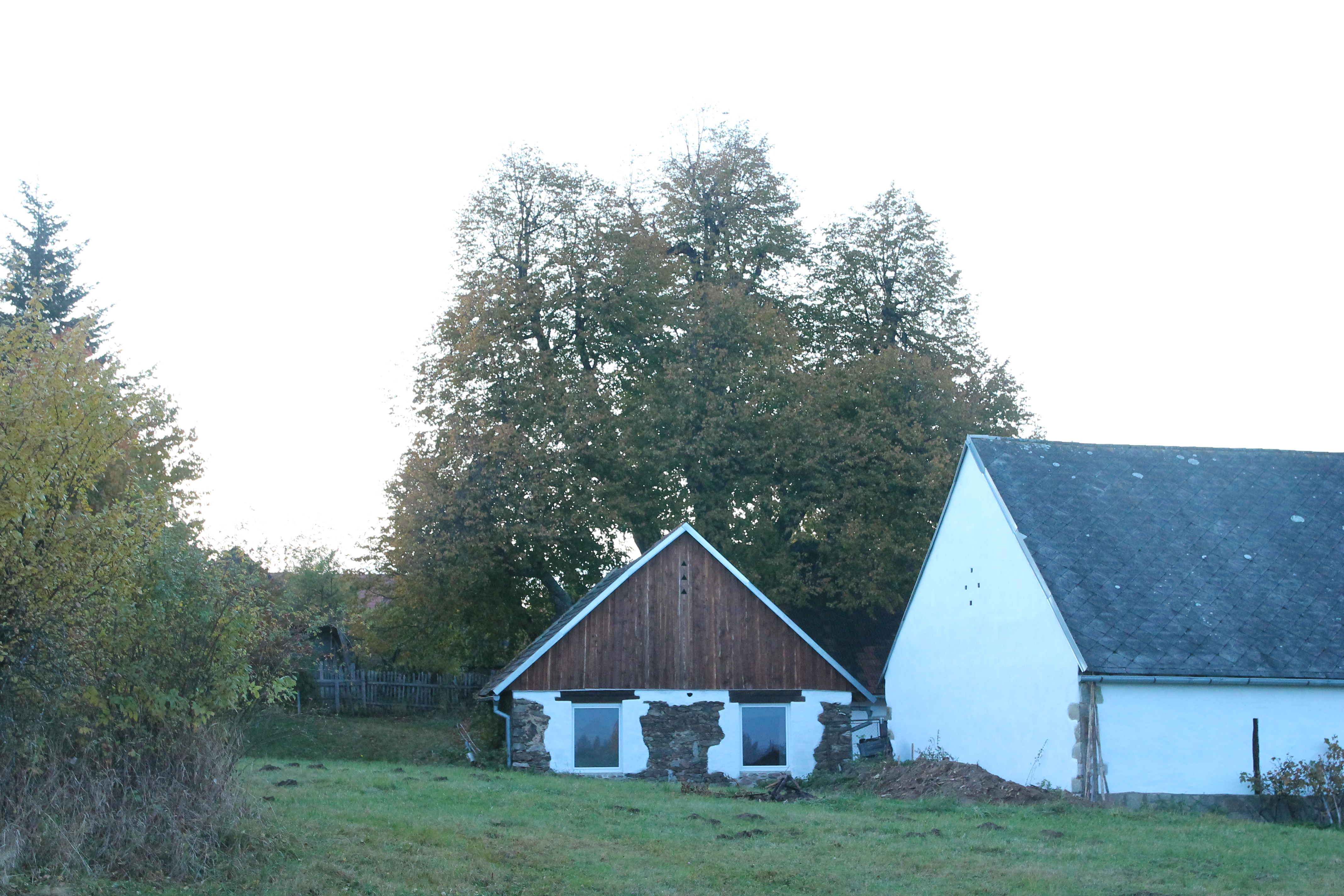
Malečská lípa za čp. 20
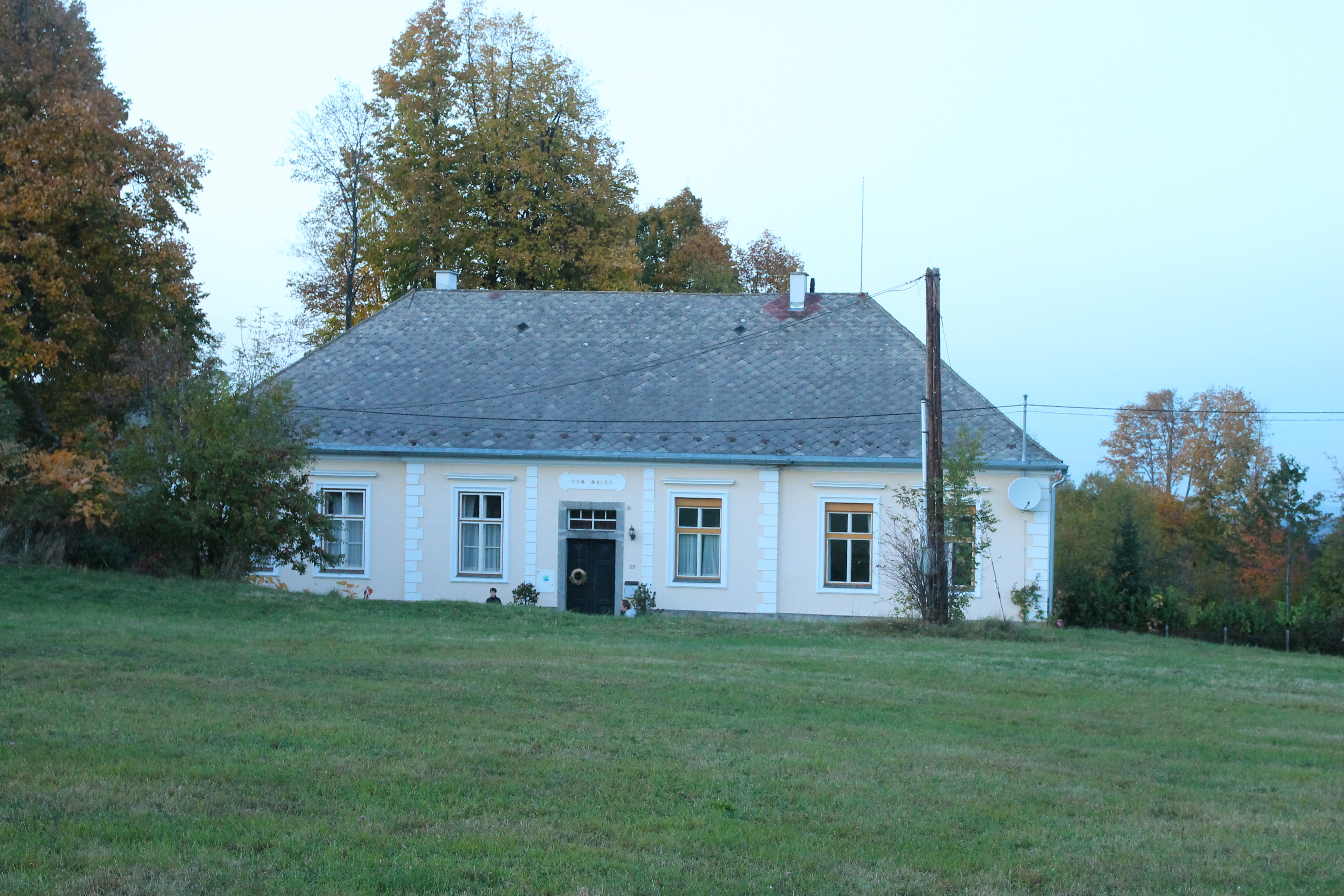
Dům Maleč
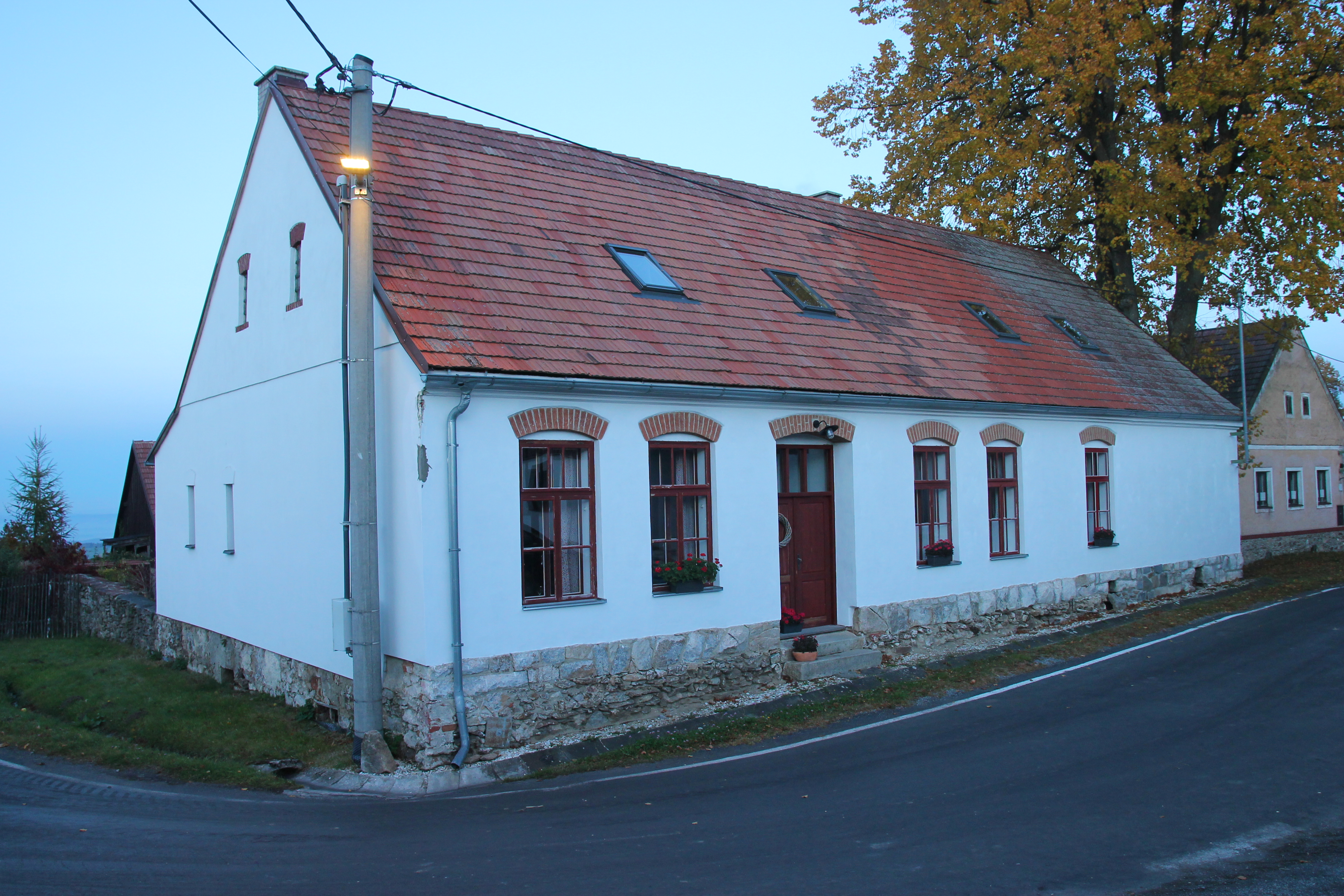
Bývalá hospoda
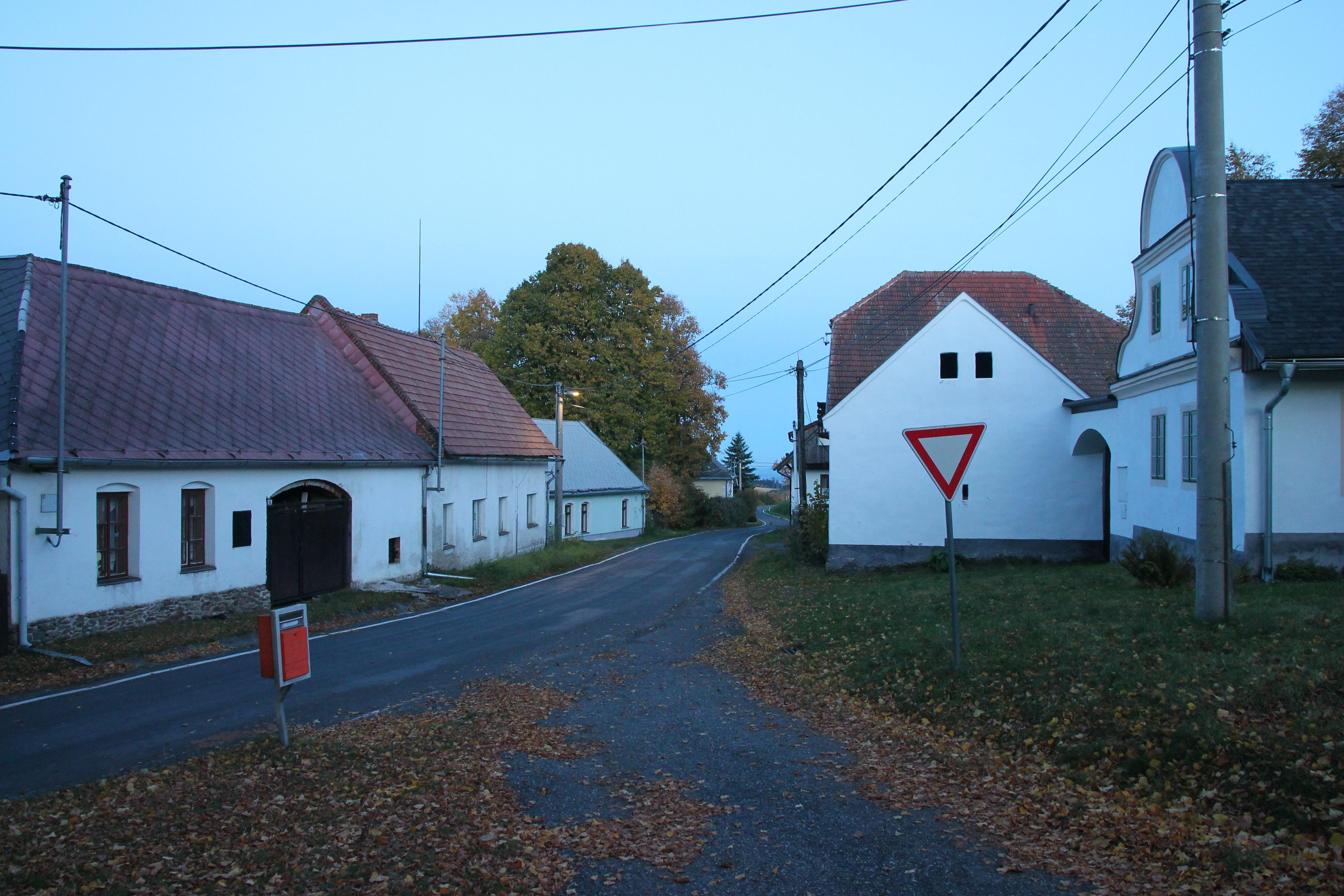
Náves
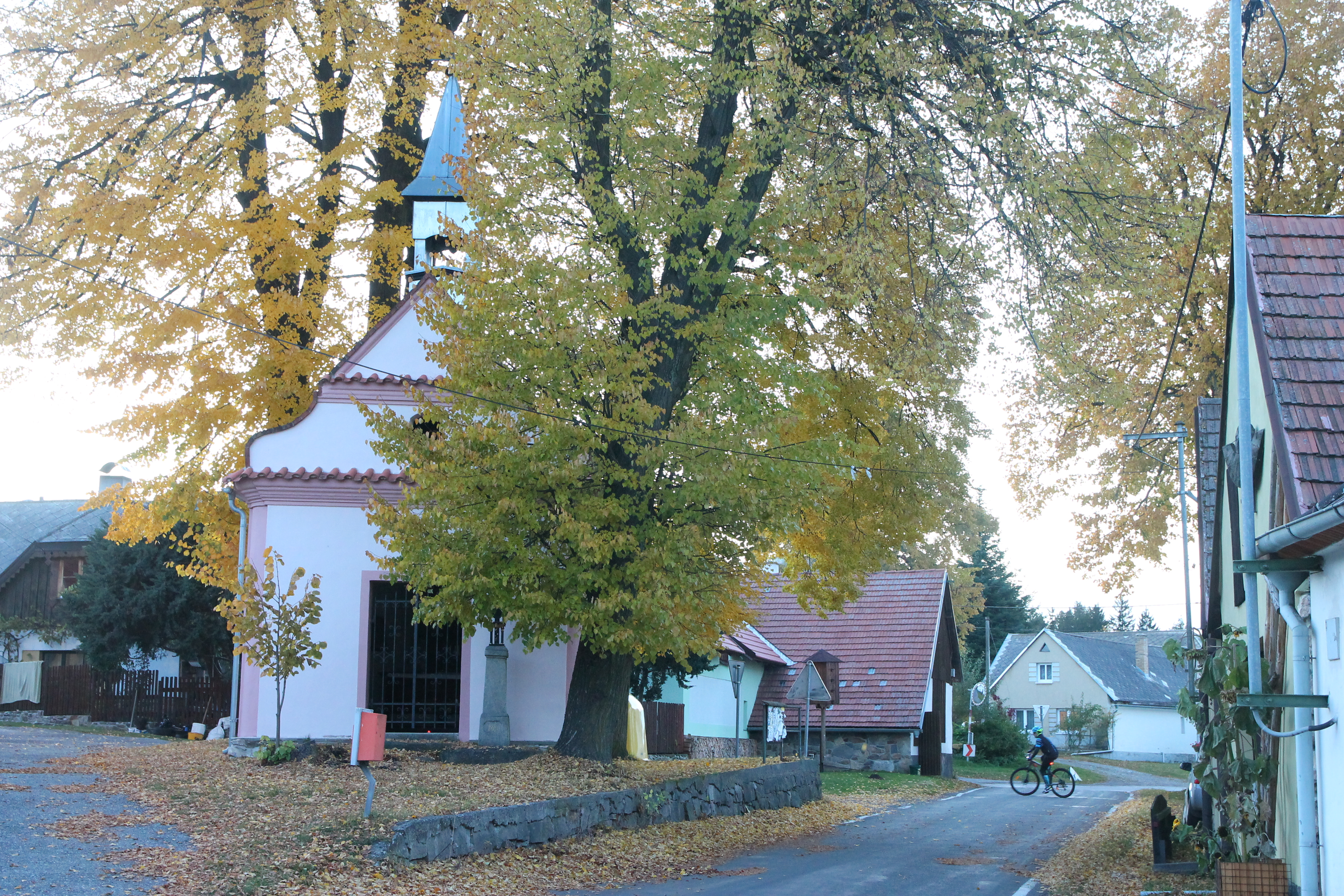
Náves s kaplí
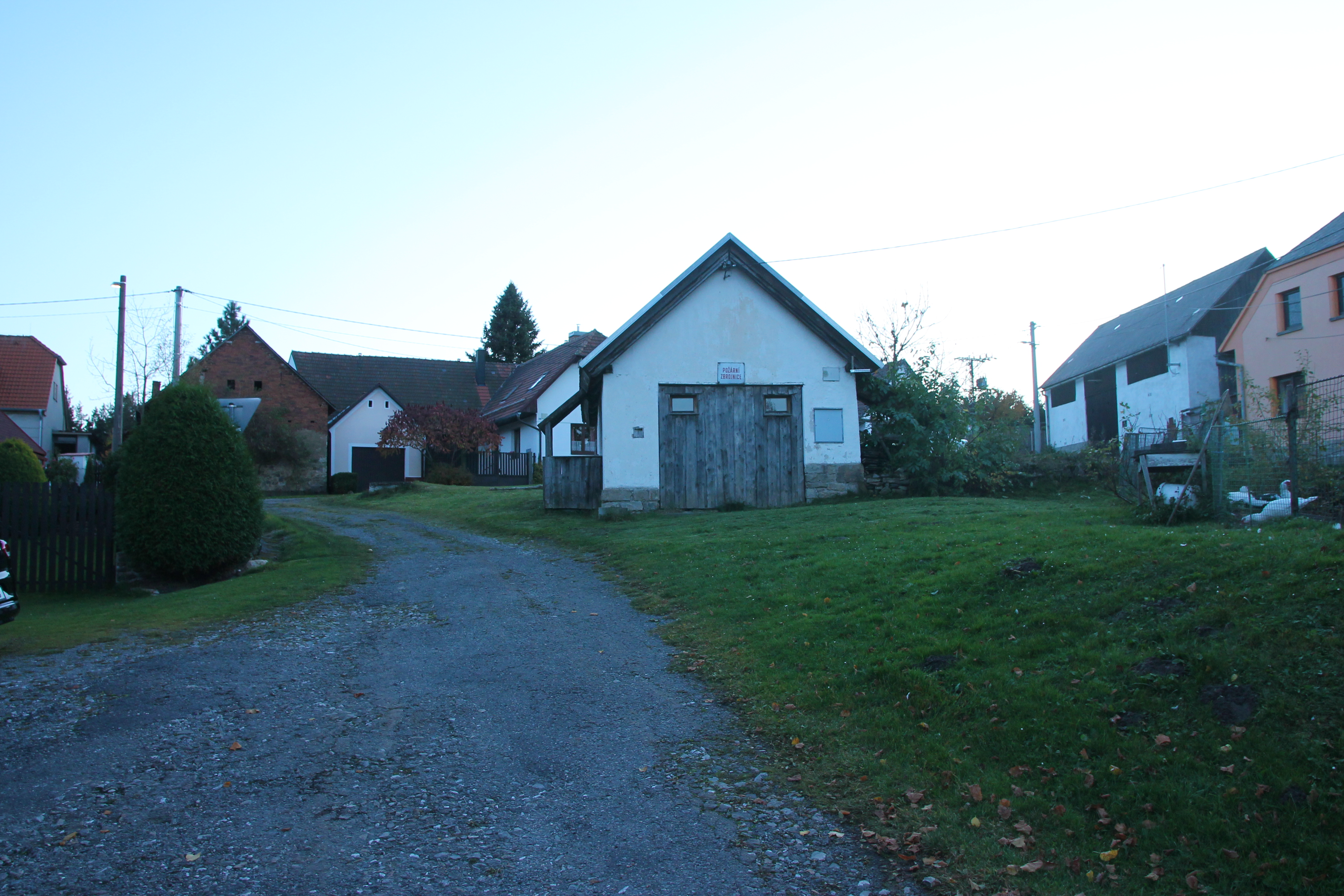
Požární zbrojnice
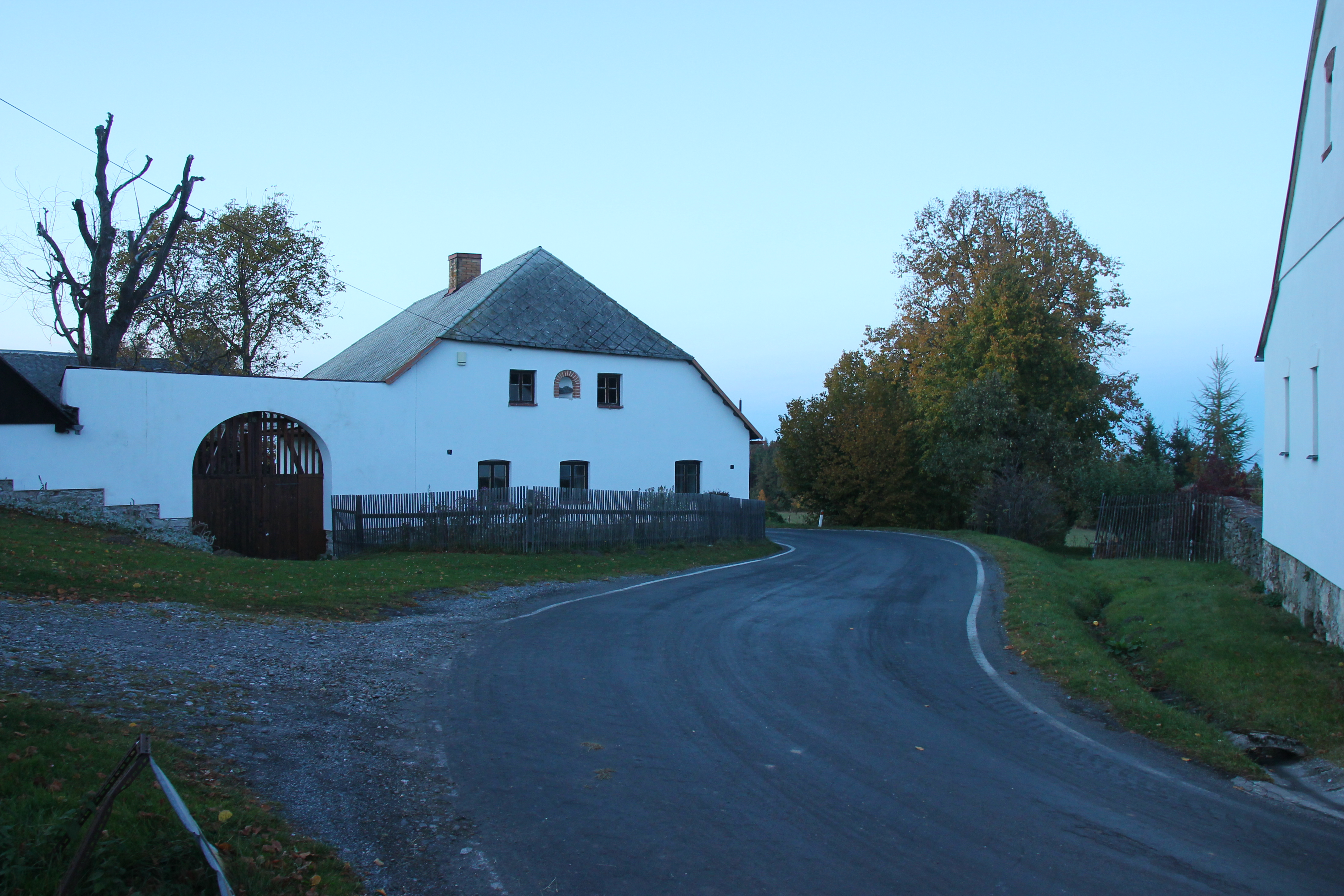
Silnice II/171 ve vesnici
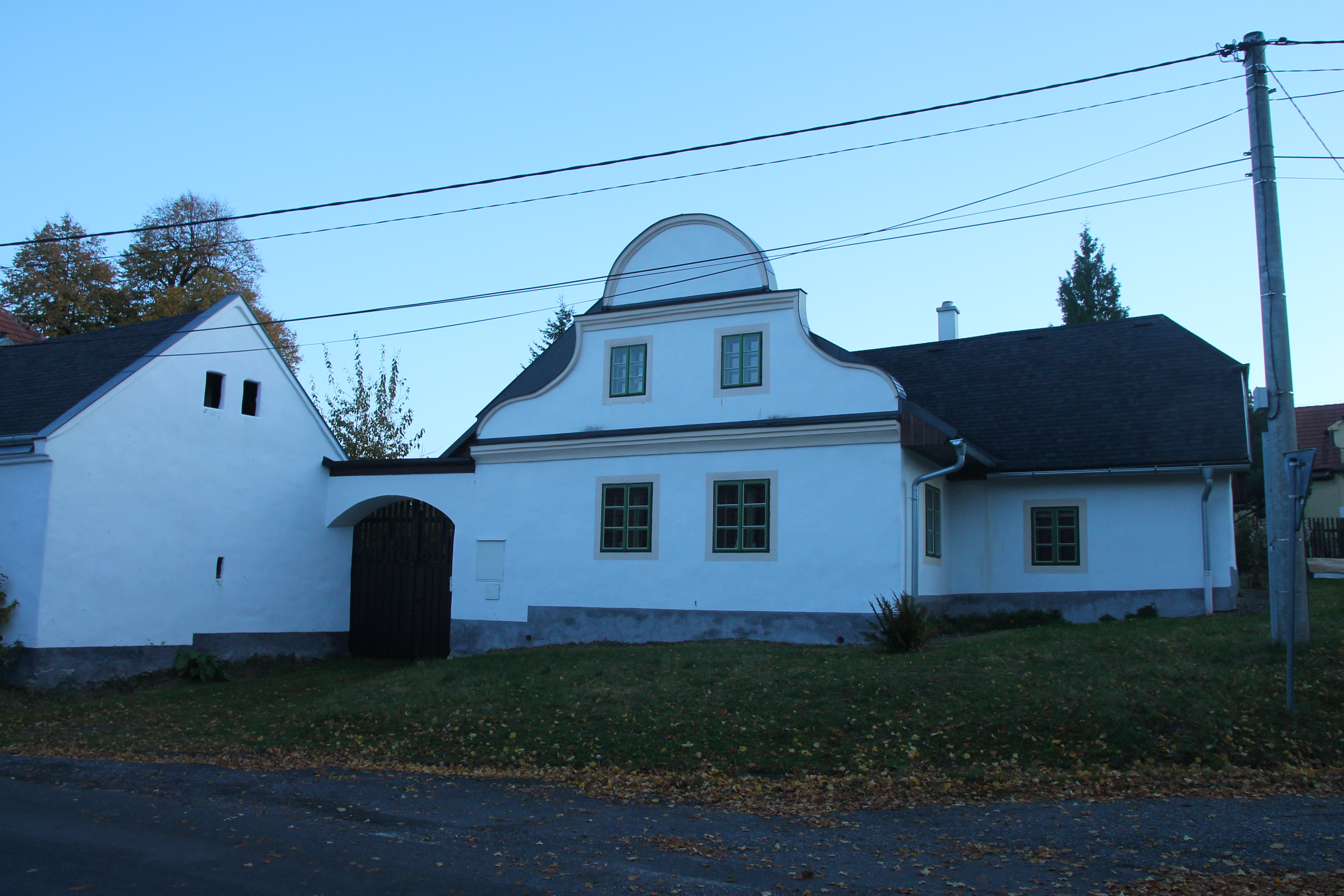
Chalupa selského baroka (čp. 1)
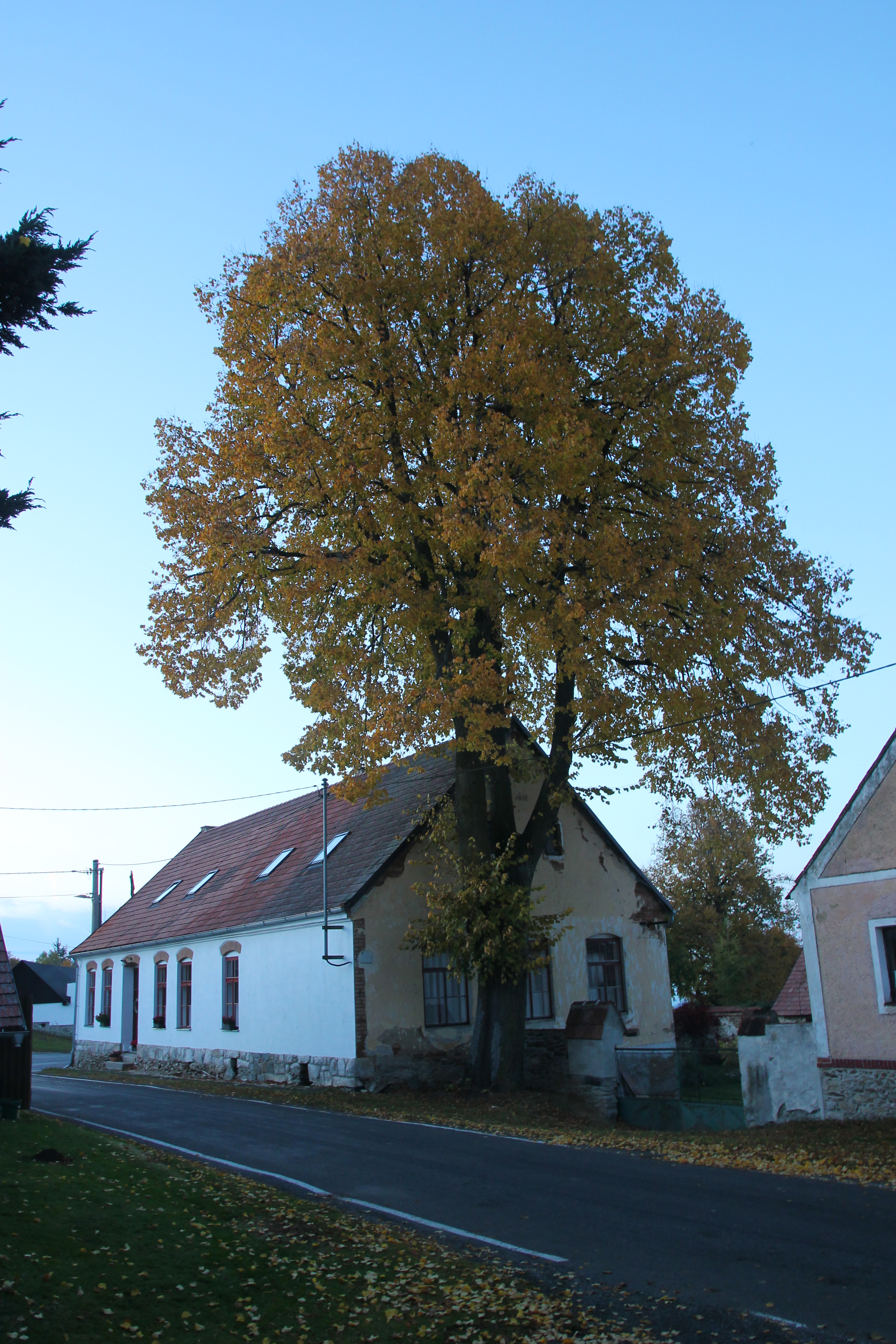
Bývalá hospoda s lípou
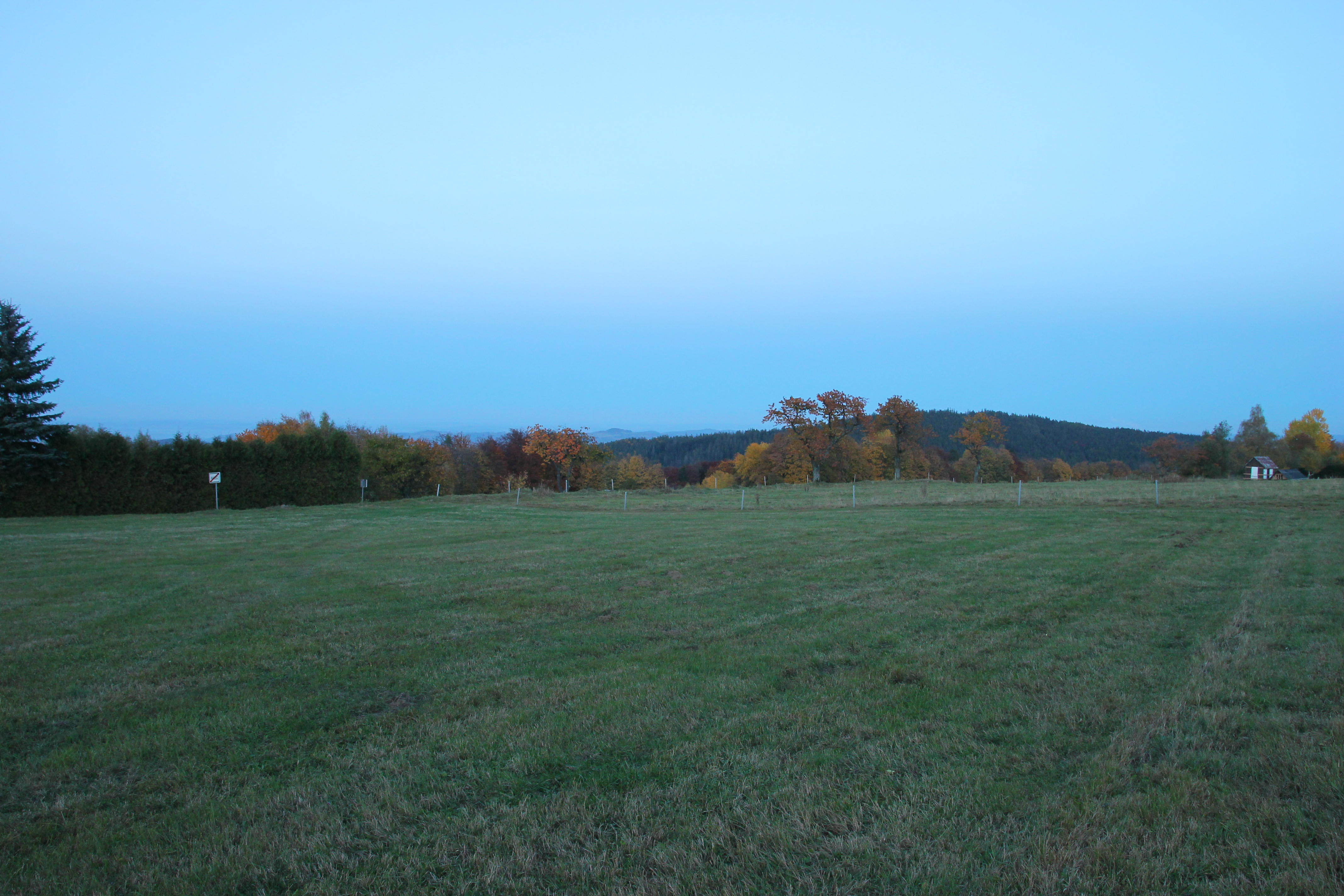
Louky východně od vesnice
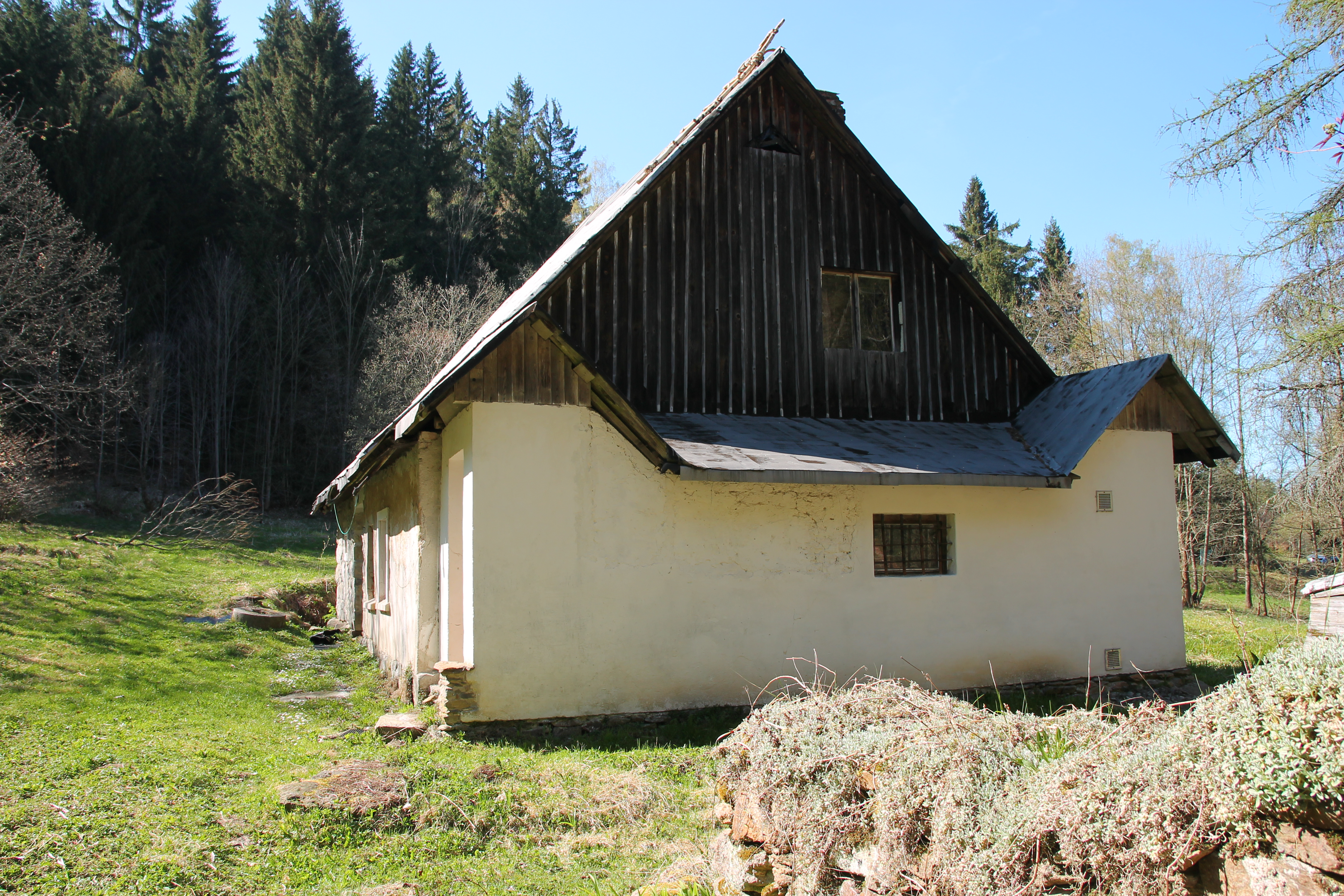
Růždí
Skalní kovadlina v Růždí
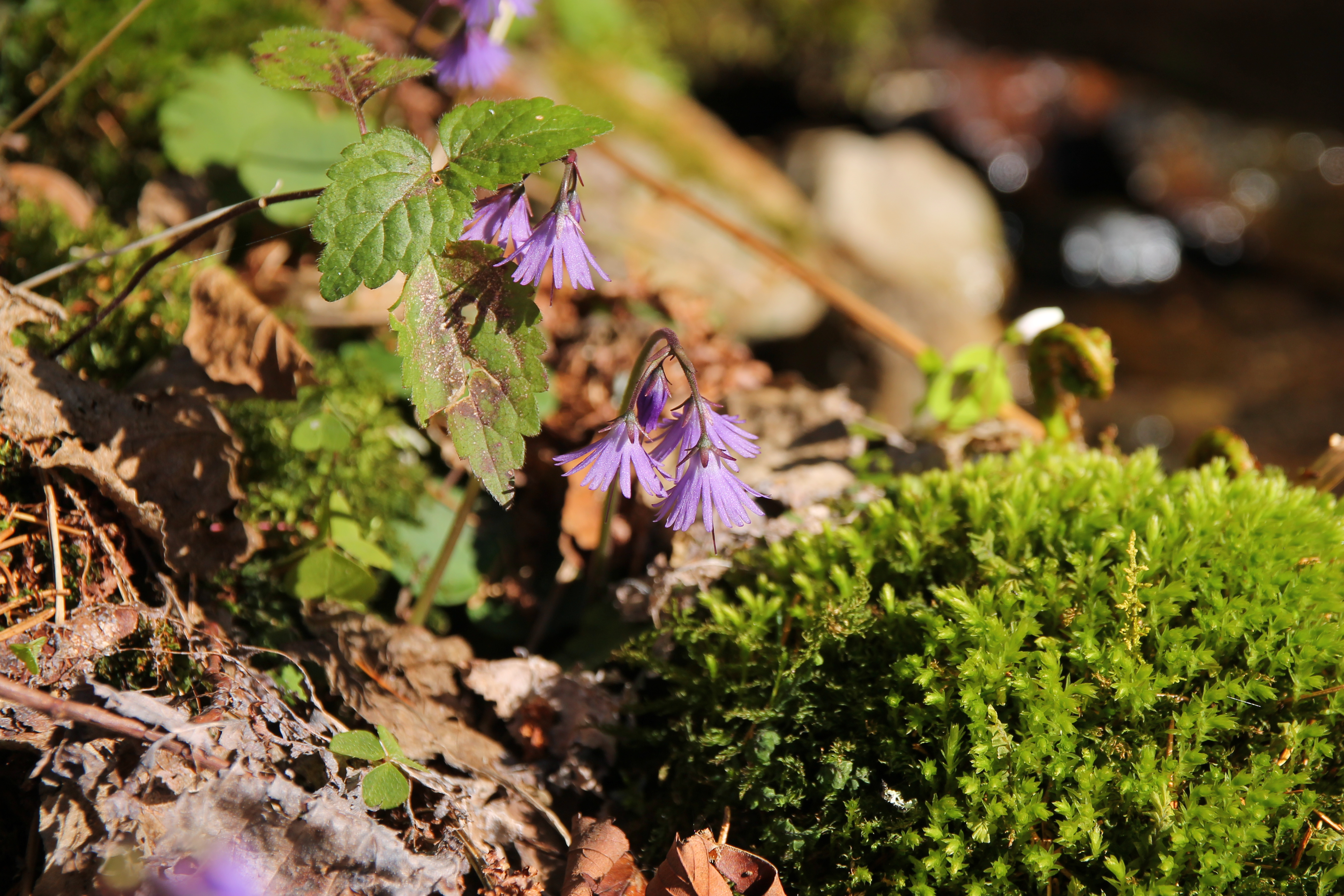
Dřípatky v Růždí